# Bäckmyrtjärnarna, Jämtland
Bäckmyrtjärnarna är en sjö i Strömsunds kommun i Jämtland och ingår i Indalsälvens huvudavrinningsområde.